# قنين
دوار أولاد قنين هي بادية مغربية تقع في شمال شرق المغرب في المنطقة الشرقية، في أراضي الاتحاد من بني يزناسن، إلى الجنوب من جبال بني يزناسن وتقع بالقرب من تافوغالت ورسلان .
وتقع على بعد حوالي 33،9 كيلومترا من بركان، و 58.7 كلم من مدينة وجدة، 36.4 كم العيون (الشرقية) (مسافة الطريق).
الناس يتكلمون الأمازيغية اليزناسنية بني يزناسن والعربية.